# Sortiergreifer

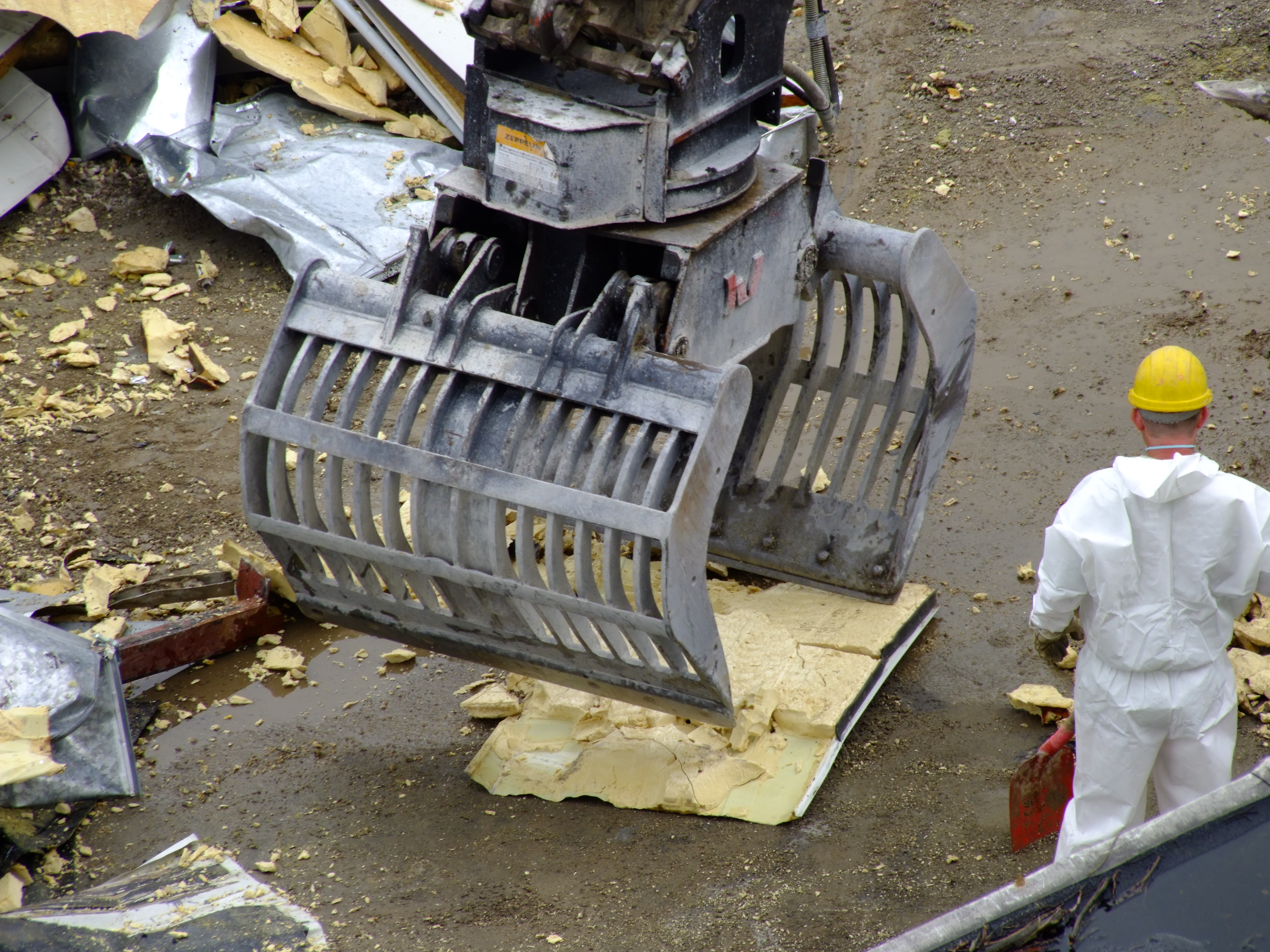
Sortiergreifer

Ein Sortiergreifer ist ein speziell auf die Anforderungen im Abbrucheinsatz entwickelter Zweischalengreifer der zum Abbrechen, Verladen und Sortieren eingesetzt wird. Durch die in die Schalen eingesetzten Schneiden ist darüber hinaus auch ein Trennen von Holzwerkstoffen möglich. Angeschlossen an das Hydrauliksystem des Baggers und versehen mit einer Drehvorrichtung stellt der Sortiergreifer ein sehr effektives und universelles Anbaugerät dar.
Der Sortiergreifer wird auch außerhalb des Abbrucheinsatzes für folgende Arbeiten verwendet:
- Versetzen von Wasserbausteinen
- Laden von Baumstämmen und ähnlich sperrigen Gütern
- Sortieren bzw. Trennen von Abfällen jeglicher Art in Recyclingbetrieben

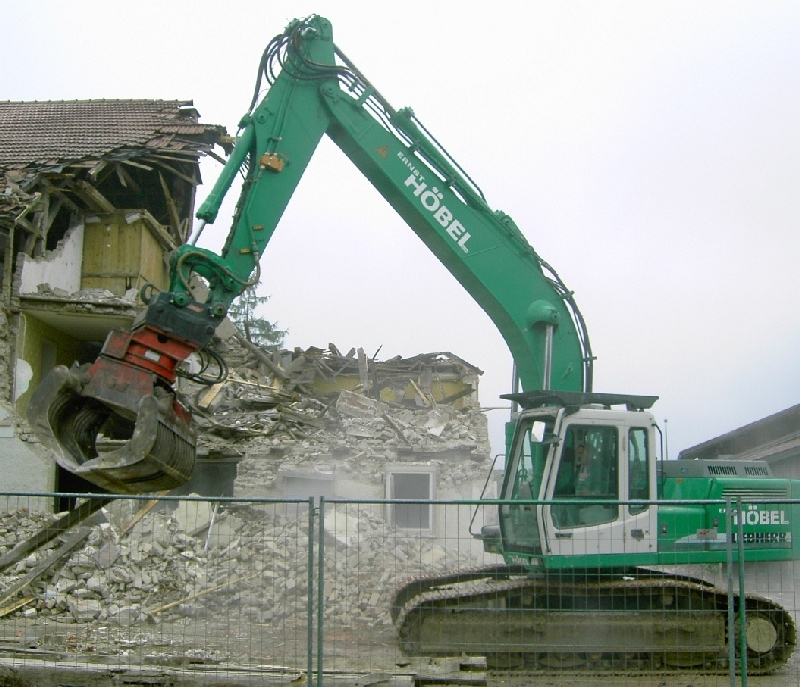
Sortiergreifer beim Abbruch
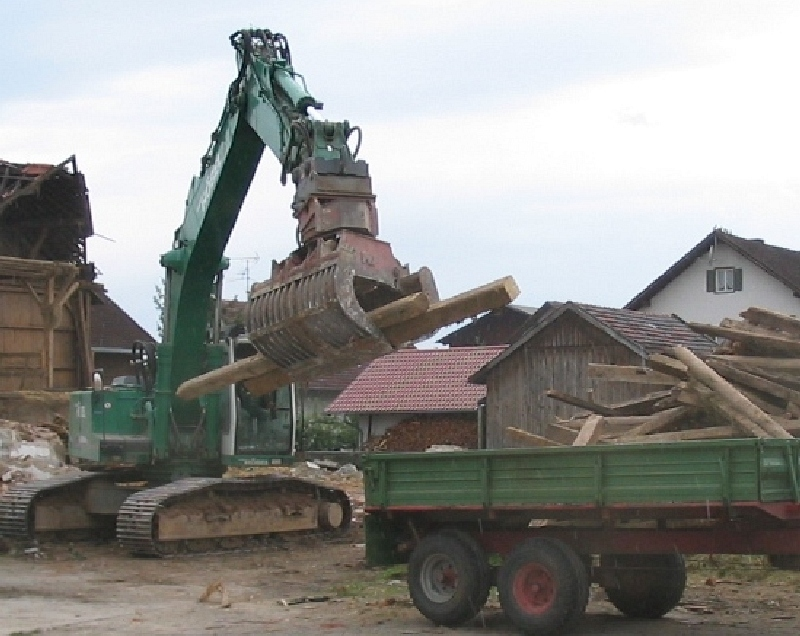
Sortiergreifer beim Laden
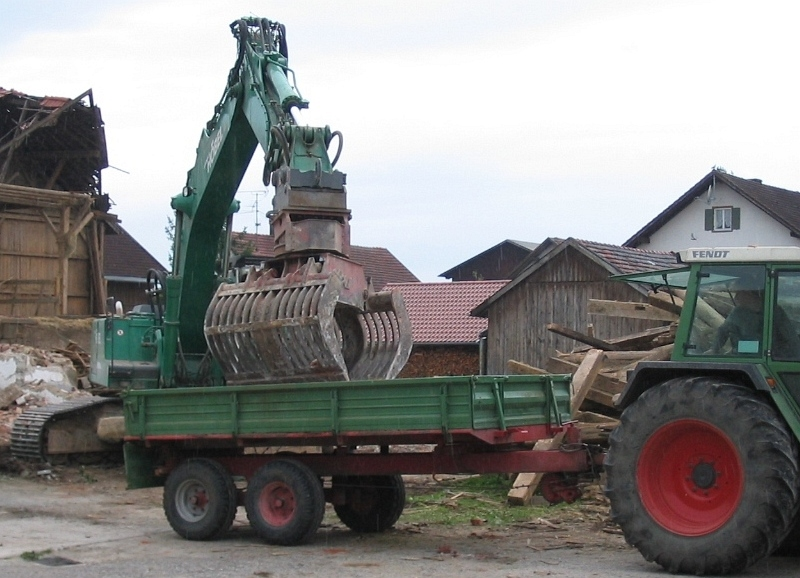
Sortiergreifer Nahaufnahme

Alternativ wird bei kleinen Baggern, bis ca. 10 Tonnen Einsatzgewicht, statt des Sortiergreifers ein Kombilöffel (Tieflöffel mit hydraulischem Greifzahn) verwendet.

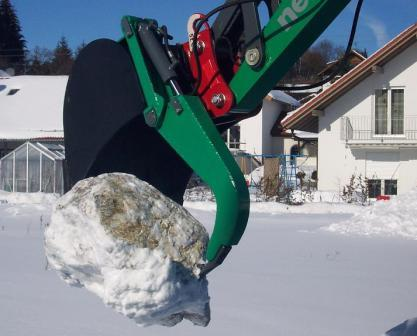
Kombilöffel mit Granitstein
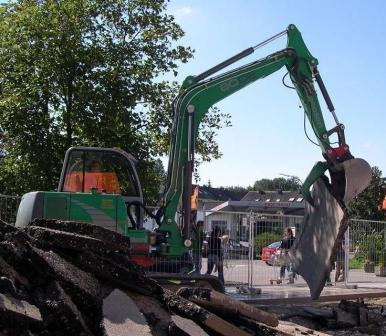
Kombilöffel beim Asphaltausbau